# Croix du Buis
Le croix du Buis (ou croix du Marchand) est une croix monumentale située au Buis, en France.

## Localisation
La croix est située dans le département français de la Haute-Vienne, sur la commune du Buis.

## Historique
La croix date du XVIIe siècle.
Elle est inscrite au titre des monuments historiques le 28 janvier 1986.